# This Sandwich Has No Mayonnaise
This Sandwich Has No Mayonnaise est une nouvelle de l'écrivain américain J. D. Salinger, publiée pour la première fois en octobre 1945 dans le 24e numéro du magazine Esquire. Elle fut ensuite republiée dans l'anthologie The Armchair Esquire en 1958.